# Липовая (Чувашия)
Ли́повая (чув. Çăкалăх) — деревня в Ядринском районе Чувашской Республики. Входит в состав Советского сельского поселения.

## География
Находится в западной части Чувашии, на расстоянии приблизительно 20 км на восток-юго-восток по прямой от районного центра города Ядрин на левобережье речки Мана-Маречки.

## История
Известна с 1858 года, когда здесь было учтено 163 жителя. В 1897 году было учтено 168 жителей, в 1926 — 49 дворов и 234 жителя, в 1939—276 жителей, в 1979—260. В 2002 году было 56 дворов, в 2010 — 51 домохозяйство. В 1930 году был образован колхоз «Новый быт», в 2010 действовал СХПК «Шуматовский».

## Население
Постоянное население составляло 185 человек (чуваши 98 %) в 2002 году, 158 в 2010.